# Radu IV cel Mare
Radu IV cel Mare (1467 – 23 aprile 1508), figlio di Vlad Călugărul, succedette al padre quale voivoda di Valacchia nel 1495 e restò al potere fino al 1508, anno in cui venne spodestato da Mihnea cel Rău, figlio di Vlad l'Impalatore.
Radu IV "il Grande" (cel Mare) venne affiancato al trono dal padre nel 1492 e gli succedette alla sua morte. Come Vlad Călugărul, anche Radu governò la Valacchia come vassallo dei turchi.
Radu ebbe una nutrita discendenza che fornì alla Valacchia diversi altri voivoda. Dei suoi figli legittimi, nati dal matrimonio con la principessa serba Catalina Crnojević di Zeta (Catalina din Sarata), furono principi:
- Vlad VIII Vintilă de la Slatina, voivoda dal 1532 al 1535;
- Radu VII Paisie, voivoda dal 1535 al 1545;
- Mircea V Ciobanul, voivoda dal 1545 al 1552 e di nuovo nel biennio 1553-1554 e dal 1557 al 1559.

Anche due dei figli illegittimi di Radu (Radu V de la Afumați e Radu VI Bădica) furono voivoda di Valacchia.
Figlie legittime di Radu furono Cărstina, Ana e Boba.
Radu fu il frutto di un matrimonio segreto tra Madeleine Amelie Bisaillon e Vlad IV Călugărul